# Perušić Benkovački
Perušić Benkovački – wieś w Chorwacji, w żupanii zadarskiej, w mieście Benkovac. W 2011 roku liczyła 153 mieszkańców.